# Annan-terv
Az Annan-terv az ENSZ javaslata volt az 1974 óta megosztott Ciprus egyesítésére, azaz a déli szabad állam és a szakadár Észak-Ciprusi Török Köztársaság integrálására, Egyesült Ciprusi Köztársaság néven. A javaslat nevét Kofi Annan ENSZ-főtitkárról kapta, aki Didier Pfirter svájci diplomatával közösen dolgozott a projekt sikerén.
A terv a róla tartott 2004-es népszavazáson – főként a görög-ciprióták elutasító álláspontja miatt – elbukott.

## A terv tartalma
A tervet ötször dolgozták át, végső verziója szerint Cipruson egy olyan laza államszövetséget hozott volna létre, amely a Görög Ciprióta Állam és a Török Ciprióta Állam konföderációjából állt volna, korlátozott hatáskörű közös kormányzattal. Az állam elnökét felváltva adta volna a görög ciprióta és a török ciprióta fél.
A tervezett föderációt a Svájci Államszövetség mintájára alakították volna ki és a következő elemeket foglalta volna magában:
- Hatfős Elnöki Tanácsot, amelybe négy főt a görög, két főt a török ciprióták delegáltak volna, és amelynek tagjait a parlament választotta volna meg. Megbízatásuk öt évre szólt volna.
- Az Elnöki Tanács által, annak tagjai közül választott Elnököt és Alelnököt, egyiküket görög, másikukat a török közösségből. Megbízatásuk húsz hónapra szólt volna.
- Kétkamarás törvényhozást:

- Egy 48 tagú Szenátust vagy Felsőházat amelybe egyenlő arányban, azaz 24-24 főt választott volna a két közösség.
- Egy 48 fős Alsóházat, ami a két közösség számaránya alapján lett volna megosztva, de úgy, hogy a kisebbik közösség ne kapjon kevesebb helyet 12 főnél.
- Legfelsőbb Bíróságot, amelyben egyenlő arányban lettek volna tagjai görög ciprióta és török ciprióta bírák, továbbá három, az Elnöki Tanács által kijelölt külföldi bíró.

A terv tartalmazott továbbá egy szövetségi alkotmányt, egy-egy alkotmányt a két részt vevő állam számára, szövetségi és állami szintű törvények elkülönítését, illetve egy tervezetet a szövetségi zászlóra és himnuszra. Létrehozott volna továbbá egy Megbékélési Bizottságot, hogy a két közösséget közelebb hozza egymáshoz és múltbéli megoldatlan ügyeiket rendezze.
A terv korlátozott mértékben biztosította volna a két közösség tagjainak, hogy visszatérjenek eredeti területükre, és engedélyezte volna Görögország és Törökország számára, hogy tartósan, de fokozatosan csökkenő létszámú csapatokat állomásoztasson a szigeten.

## Népszavazási kampány és eredmény
Az Annan-tervről mindkét országrészben népszavazást tartottak 2004. április 20-án. A kampány során a meghatározó görög ciprióta politikusok többsége – így Tásszosz Papadópulosz köztársasági elnök is – de még a török ciprióták vezetője, és az északi állam megalapítója Rauf Denktaş is a terv elutasításáért kampányolt.
Noha az északi, szakadár területeken a terv 64,9%-os támogatást kapott, a déli országrészben 75,83% ellene szavazott, azaz a kezdeményezés kudarcot vallott.

## Az elutasítás okai
A déli, görög ciprióták által lakott területeken az elutasítás fő oka vélhetően az volt, hogy a terv a szavazók megítélése szerint túl nagy engedményeket adott az északi félnek. Aránytalannak érezték a létrehozandó döntési mechanizmust, és úgy ítélték meg, hogy a gyenge központi kormányzat révén a terv valójában csak intézményesítené a sziget megosztottságát. Sérelmezték továbbá, hogy a terv nem írta elő a Ciprus 1974-es török megszállása után Törökországból betelepült anatóliai törökök távozását (akik azóta már Észak-Ciprus lakosságának legfőbb többségét alkotják, míg az őshonos török ciprióták alig több mint 34%-os kisebbségbe kerültek), és nem adott kárpótlást az északról elüldözött és vagyonuktól megfosztott görög cipriótáknak.

## Fordítás
Ez a szócikk részben vagy egészben  az   Annan Plan for Cyprus című angol Wikipédia-szócikk ezen változatának fordításán alapul.  Az eredeti cikk szerkesztőit annak laptörténete sorolja fel. Ez a jelzés csupán a megfogalmazás eredetét és a szerzői jogokat jelzi, nem szolgál a cikkben szereplő információk forrásmegjelöléseként.